# Club de Yates de San Francisco
El Club de Yates de San Francisco (SFYC, por las iniciales de su nombre en idioma inglés, San Francisco Yacht Club) es un club náutico privado situado en San Francisco (California), Estados Unidos, exactamente, se encuentra en la latitud 37° 52,355' N, longitud 122° 27,778' O.

## Historia
El club se fundó en 1869, por lo que es el club náutico más antiguo de la costa oeste de los Estados Unidos. En un principio se ubicó cerca de Mission Rock, pero el insuficiente calado y la creciente industria en la zona motivaron su traslado a Sausalito. En 1926, debido al intenso tráfico de ferris y la congestión que se iba desarrollando en la zona, se decidió de nuevo un traslado, esta vez definitivo. Se crearon dos posturas opuestas entre los socios. Unos querían el traslado de vuelta a San Francisco y otros preferían Belvedere Cove, en Belvedere. Finalmente, ganó la propuesta de Belvedere, pero se creó una escisión, y los socios que querían mudarse a San Francisco crearon una nueva entidad, el Club de Yates St. Francis. 
En 2000 presentaron un equipo en las Challenger Selection Series (Copa Louis Vuitton) de la 30ª edición de la Copa América, el "America true", dirigido por una mujer por primera vez en la historia de la Copa, Dawn Riley. Riley había sido tripulante en el yate "Mighty Mary", del equipo America³ Foundation, en las Defender Selection Series (Copa Citizen) de la Copa América de 1995.